# HD 177332
HD 177332，又名BD+03 3882，SAO 124219、HR 7219，是一颗恒星，视星等为6.73，位于銀經37.35，銀緯-1.31，其B1900.0坐标为赤經18h 59m 10.5s，赤緯+3° -1.31′ 55″。